# كبلر-37b
كيبلر 37 بي (بالإنجليزية: Kepler-37b)‏ الذي يرمز له بالرمز KOI-245.03، هو كوكب خارج المجموعة الشمسية، في كوكبة القيثارة، يتبع Kepler-37.

## الاكتشاف
اكتشف في 20 فبراير 2013، وكانت طريقة الاكتشاف طريقة العبور.